# Černovice u Chomutova
Černovice (deutsch Tschernowitz) ist eine Gemeinde im Ústecký kraj in Tschechien. 

## Geographie

### Geographische Lage
Černovice liegt zwei Kilometer westlich von Chomutov am Podkrušnohorský přivaděč und gehört dem Okres Chomutov an.

## Geschichte
Die Gründung wird auf die erste Hälfte des 13. Jahrhunderts datiert. Die ältesten bekannten Bezeichnungen sind Schirnowitz, später Czrnowitz, Czernowicz, Czrniewicz, Zcirnebitz, Tchirnowitz und ab 1847 der Ortsname Černowice. Erstmals schriftlich erwähnt wurde der Ort 1281. Zu diesem Zeitpunkt gehörte der Ort den Deutschordensrittern von Komotau. 1488 übernahm das Geschlecht der Veitmil (Weitmühl) das Eigentum. Es folgte das Geschlecht der Vitzthum, die den Ort in die Gebietsherrschaft Hagensdorf einbanden. Nach der Schlacht am Weißen Berg wurde das Vermögen konfisziert und Jaroslav Borsita Graf von Martinitz übereignet. 1791 erbte die Gräfin Marie Anna von Althann Tschernowitz. Es folgten 1848 Karl Friedrich Otto Graf Wolkenstein-Trostburg, Franz Preidl Edler von Hassenbrunn und Emanuel Karsch. Tschernowitz bildete ab der Mitte des 19. Jahrhunderts eine Gemeinde im Gerichtsbezirk Komotau bzw. Bezirk Komotau. 
Die Einwohner des Dorfes lebten von der Landwirtschaft, des Weiteren gab es einige Weber, Steinmetze und weitere handwerkliche Berufe. Die im Steinbruch gewonnenen Steine wurde vor allem für Bauten in Komotau genutzt, wurde aber auch für den Kirchenbau in Brüx verwendet. In der zweiten Hälfte des 19. Jahrhunderts wurden die ersten Kohlebergwerke eröffnet, ein Schamottewerk in Betrieb genommen und der Ort wurde an die Eisenbahn angeschlossen. Anfang des 20. Jahrhunderts kamen Ziegelwerke hinzu, die jedoch während der Wirtschaftskrise wieder stillgelegt wurden. Der Zweite Weltkrieg ging am Ort fast spurlos vorüber, nach dem Krieg wurde der größte Teil der deutschen Bevölkerung vertrieben. Durch den Kohleabbau wurde Anfang der 1960er Jahre ein Teil des Ortes abgerissen.

### Entwicklung der Einwohnerzahl
| Jahr | Einwohnerzahl |
| ---- | ------------- |
| 1869 | 439           |
| 1880 | 424           |
| 1890 | 460           |
| 1900 | 553           |
| 1910 | 724           |

| Jahr | Einwohnerzahl |
| ---- | ------------- |
| 1921 | 844           |
| 1930 | 892           |
| 1950 | 644           |
| 1961 | 613           |
| 1970 | 501           |

| Jahr | Einwohnerzahl |
| ---- | ------------- |
| 1980 | 428           |
| 1991 | 337           |
| 2001 | 378           |
| 2011 | 497           |